# RMS Olympic
El RMS Olympic va ser el primer transatlàntic de la Classe Olympic dissenyat per Thomas Andrews i va ser construït per les drassanes Harland and Wolff. A la mateixa classe hi pertanyien els vaixells RMS Titanic i HMHS Britannic, ambdós s'acabarien enfonsant. Al contrari que els altres vaixells de la seva classe l'Olympic va servir durant molt temps (des de 1911 a 1935) i per això es coneix com a «Old Reliable» (en català "Vell Fiable"). Els tres vaixells de la classe Olympic s'havien d'anomenar originalment Olympic, Titanic i Gigantic, en honor de les races de la mitologia grega: els déus olímpics, els Titans, i els Gegants. El Gigantic va ser reanomenat a l'últim moment Britannic.

## Equipaments

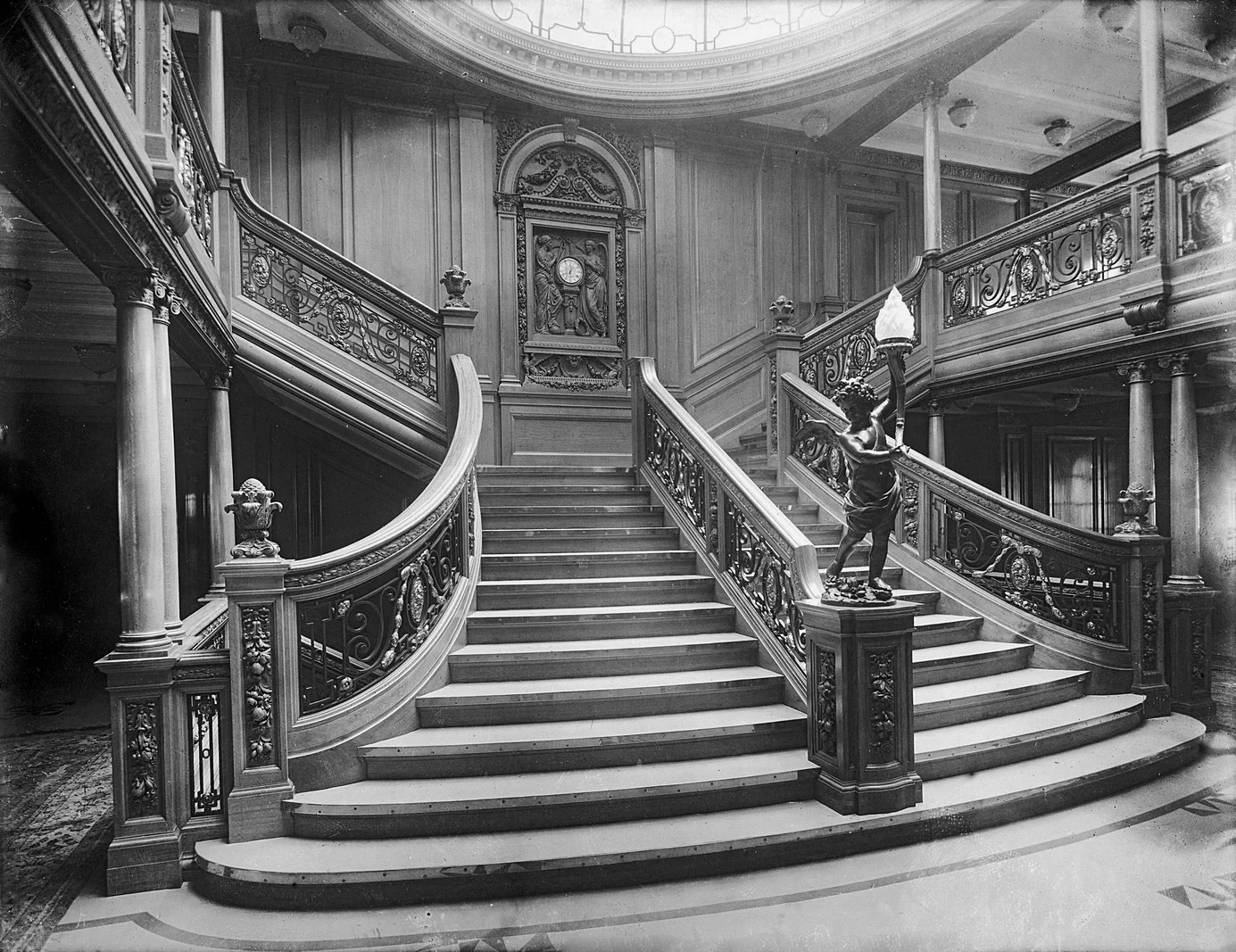
La gran escalinata de l'Olympic

L'Olympic va ser dissenyat com un vaixell luxós, amb els espais i comoditats pels passatgers molt semblants als del seu famós vaixell germà, el Titanic, tot i que amb petites variacions. Els passatgers de primera classe gaudien de cabines luxoses, algunes equipades amb bany privat. Podien prendre els àpats a l'immens i luxós saló principal del vaixell o al més íntim "Á la Carte Restaurant". També destaca la coneguda escalinata típica dels transatlàntics de la classe Olympic; així com ascensors (una innovació per l'època). Aquest passatgers comptaven també amb una sala de fumadors i el Cafe Veranda decorat amb palmeres. Altres comoditats eren la piscina coberta, els banys turcs i el gimnàs.
Les instal·lacions dels passatgers de segona classe incloïen sala de fumadors, biblioteca, un gran menjador i un ascensor. Finalment els passatgers de tercera classe disposaven d'habitacions i equipaments millors que la majoria de vaixells de passatgers del moment. Així en comptes de gran dormitoris disposaven de cabines amb de 2 a 10 lliteres. També disposaven de sala de fumadors, una àrea comuna i un menjador-saló.